# Steinkreis von Templebryan North

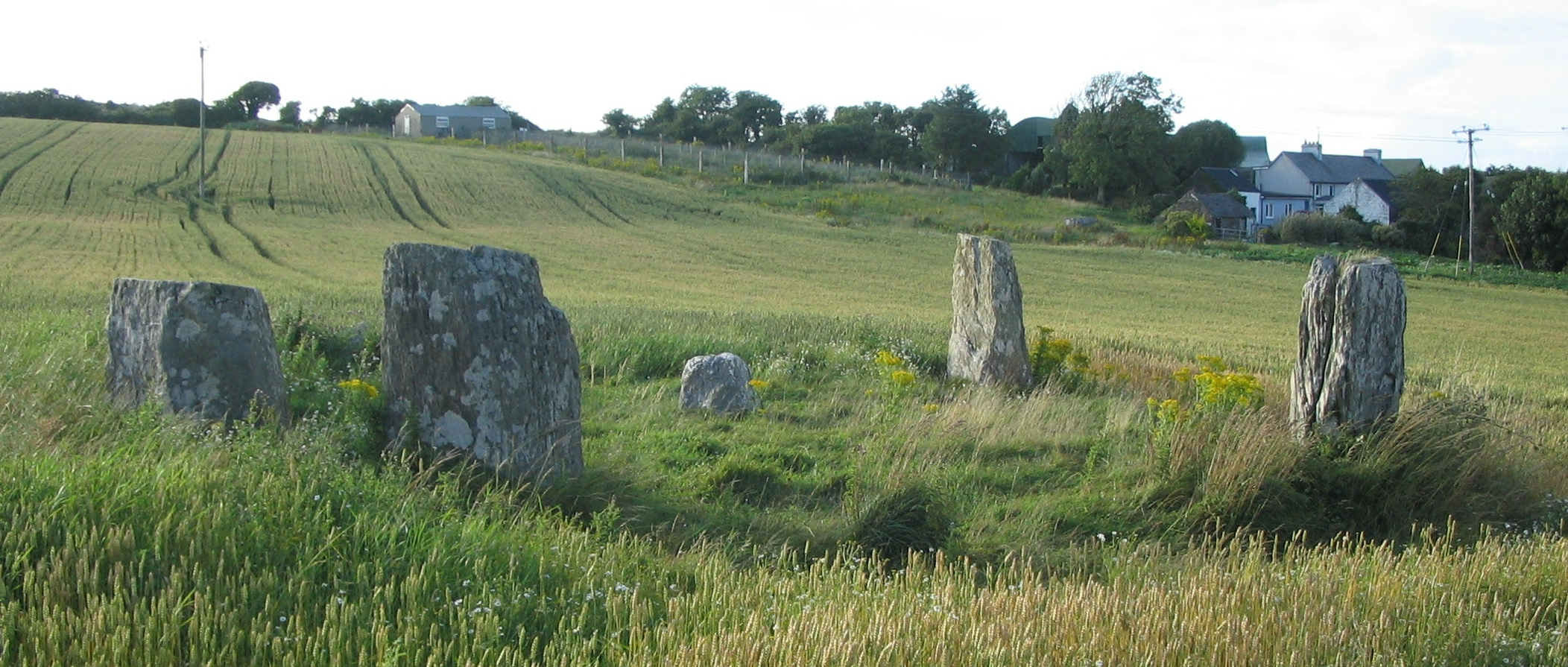
Der Steinkreis

Der Steinkreis von Templebryan North (auch Druid’sTempel genannt) liegt nördlich von Clonakilty im Townland Templebryan North (irisch Teampall Brianaid Thuaidh) im County Cork in Irland.

## Beschreibung
Es ist ein Kreisrest von dem nur noch vier Steine stehen, während im Nordwesten ein umgefallener liegt. Ein 0,7 m hoher Quarzblock, der „Cloch Gréine“ (dt. Sonnenstein) steht in der Nähe der Kreismitte, was eine für die Region typische Variante darstellt. Ursprüngliche soll der Kreis mindestens neun Steine und einen Durchmesser von etwa 9,5 m gehabt haben. Dies wird durch einen Bericht von 1743 gestützt. Die stehenden Steine haben Höhen von 1,4 m bis 2,2 m und horizontale Oberseiten. Ein axialer Stein, ein Ausreißer  (englisch outlier) im Südwesten hat eine besonders flache Oberseite. Der Kreis wird als eine der seltenen irischen Versionen des Recumbent Stone Circles angesehen. Vom Portal, das man der Kreisart zuordnet, hat nur der östliche 2,2 m hohe Stein überlebt. 

## Kennzeichen multipler oder axialer Kreise (ASC)
Sie sind symmetrisch und so arrangiert, dass der so genannte „axiale Stein“ direkt gegenüber zwei Steinen steht, die normalerweise die höchsten im Kreis sind und den Zugang markieren. Typisch, aber nicht durchgängig ist, dass sich die Höhe der Steine im Kreis sich in Richtung auf den axialen Stein reduziert. Er steht konstant im Südwesten. An einigen Kreisen wurde Leichenbrand in kleinen ungekennzeichneten Gruben entdeckt, so bei Drombeg in Westcork.

## In der Nähe
Etwa 300 m nordwestlich ist eine Einhegung mit Gräbern und dem Rest eines Oratoriums, ein oder zwei Souterrains, einer Quelle (Tobernakilla) und einem Bullaun. Der etwa 3,3 m hohe, sehr schlanke Oghamstein von Templebryan North liegt ebenfalls in dieser Einhegung.